# Exact Audio Copy
Exact Audio Copy（エグザクト･オーディオ･コピー）は、Andre Wiethoffが開発する「音楽CDを正確にコピーすること」を最重視した
多機能リッパーである。
CD-Rへのライティング機能、オーディオエディタ機能も併せ持っている。
EACと略して表記されることが多い。

## ライセンス
非営利目的での利用であれば無料である。かつてはカードウェアとしていた
こともある。

## 対応言語
Ver1.6現在、英語・ドイツ語をはじめとする13言語をサポートしている。
2006年2月にリリースされたVer0.95 beta 4までは日本語にも対応していたが、その後言語ファイルを更新する者がいなくなり、2007年6月にリリースされたVer0.99 prebeta 1からは日本語はサポートされなくなった
。
提供されている翻訳ツールを用いることで、自らで翻訳して日本語の言語ファイルを作成することが可能で、作成した言語ファイルを非公式に公開する個人有志もいたことがある

。